# Ernst Abbe
Ernst Karl Abbe (Eisenach, Sajonia-Weimar-Eisenach, 23 de enero de 1840-Jena, Sajonia-Weimar-Eisenach, 14 de enero de 1905; [ˈabə], también Ernst Carl Abbe) fue un físico, estadístico, óptico, empresario y reformador social alemán. Junto con Carl Zeiss y Otto Schott sentó las bases de la óptica moderna, desarrolló numerosos instrumentos ópticos y contribuyó a la fama mundial de la empresa Carl Zeiss.

## Vida
Ernst Abbe nació el 23 de enero de 1840 en Eisenach, donde creció en un medio humilde – el padre era capataz en una fábrica de hilados –. Gracias al apoyo privado del patrón de su padre (Julius von Eichel-Streiber) pudo asistir primero a una Realschule de primer nivel, y después a un Realgymnasium. Sus certificados de notas traían con frecuencia la calificación “muy bien“. Sus dotes para las ciencias naturales, que ya entonces se dejaban notar, unidas a una voluntad de hierro, indujeron a su padre a pagarle la universidad a pesar de sus escasas posibilidades económicas. Abbe estudió en Jena (1857–1859) y en Gotinga (1859–1861), y pagaba parte de la matrícula con el producto de clases particulares. Además, la familia propietaria de la empresa de su padre le apoyó también en sus estudios durante 1858 y 1859. Tras la habilitación en Gotinga – el 23 de marzo de 1861 – se hizo asistente en el Observatorio de la misma ciudad. Después estuvo activo brevemente (1861–1862) en la Sociedad de Física de Fráncfort del Meno y se habilitó de nuevo poco después – el 8 de agosto de 1863 – en Jena. En 1870 fue nombrado profesor extraordinario (dispensado desde 1891 de los deberes de enseñanza). En 1873 fue elegido miembro de la Academia Leopoldina. En 1878 se convirtió en director del Observatorio Astronómico de Jena. En 1889 fue elegido miembro correspondiente de la Academia Bávara de Ciencias. Además era miembro de la Real Sociedad Sajona de Ciencias.

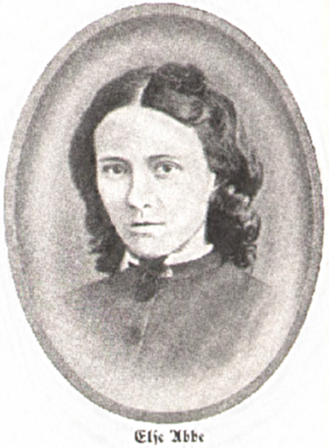
Else Snell de Abbe

Ernst Abbe se casó en 1871 con Else Snell, hija del matemático, físico y profesor Karl Snell, uno de los profesores de Abbe.

## Obra
En la vida profesional de Abbe supuso un cambio decisivo la oferta que en 1866 le hizo el mecánico de la universidad, Carl Zeiss: Abbe tendría que darle un fundamento científico sólido al ajuste de sus microscopios. La fabricación contemporánea de estos aparatos se hacía a base de prueba y error, y los métodos no estaban basados en cálculos ópticos. El trabajo entre Abbe y Zeiss, que tenían entre ellos total confianza, no empezó sin problemas: el primer microscopio construido de acuerdo con los cálculos de Abbe poseía menos prestaciones que los fabricados con el viejo método de las pruebas. Este hecho espoleó a Abbe y acabó llevándolo a su Teoría de la Formación de Imágenes en el Microscopio así como a su Evaluación de las Posibilidades de Resolución Microscópica (ver final del artículo). Mediante estos descubrimientos pudo mejorar de manera tan evidente el rendimiento de los microscopios de entonces, que Zeiss decidió incorporar a Abbe a su empresa como socio el 22 de julio de 1876 (efectivo desde el 15 de mayo de 1875). El reconocimiento internacional llegó el 1 de mayo de 1878 al ser declarado miembro de honor de la Real Sociedad Microscópica de Londres.
Un requisito previo importante para conseguir de manera regular una buena calidad en instrumentos ópticos y su mejora continua es dominar la fabricación de las distintas piezas en vidrio con características reproducibles, especialmente en el desarrollo de nuevos vidrios ópticos. Aquí Abbe pudo convencer al Dr. Otto Schott de Witten, para que instalase unos talleres de fabricación en Jena. En ellos participaban Carl Zeiss, su hijo Roderich y Ernst Abbe ("Laboratorio Técnico del Vidrio Schott y Asociados“, 1884; después renombrado "Fábrica de Vidrio Schott de Jena y Asocs.“ actualmente Schott AG). El gobierno prusiano proporcionó apoyo económico.

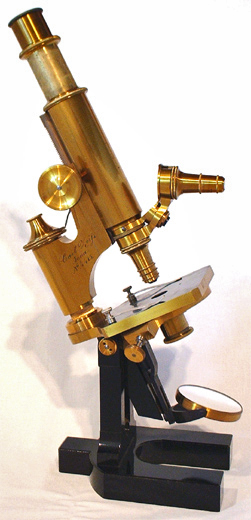
Gran microscopio de Carl Zeiss (1879) con óptica según los cálculos de Ernst Abbe

Por otro lado, durante su carrera Abbe preparó con éxito un trabajo para un premio sobre termodinámica (Jena 1858) y para otros premios diversos en el campo de la mecánica, según su primer biógrafo Felix Auerbach. Estos éxitos ya le hicieron conocido en los círculos universitarios. Sus propias publicaciones empezaron con la tesis “Fundamentos Empíricos de la Tasa de Equivalencia entre Calor y Trabajo Mecánico“ (Gotinga 1861), después concluyó una “Propuesta para un Ajuste Diferente de los Instrumentos de Meridiano” (1862), que provenía de su corta participación en el Observatorio Astronómico de la universidad de Gotinga, a continuación la tesis de habilitación “Sobre la Regularidad en la Distribución de Errores en Series de Observaciones “ (Jena 1863). Debido a la orientación práctica de su trabajo para Carl Zeiss, la mayoría de contribuciones sobre los principios de las imágenes ópticas y los instrumentos asociados quedaron en borrador – como el artículo "Sobre la Determinación de la Luminosidad de Instrumentos Ópticos etc." (1871) – o sin escribir – como la pionera Teoría del Microscopio, de la que únicamente se tienen breves indicios en revistas de poca circulación (1873). Por eso muchos resultados de Abbe como investigador, al contrario que los de sus colegas, solo se pueden datar de forma aproximada. Dicho esto, siguen algunos descubrimientos pioneros que le debe la teoría de instrumentos ópticos:
- La Teoría de los Errores de Imagen, utilizable en cálculos ópticos (prácticamente, supera a la Eikonal de Seidel);
- La Relación de Senos de Abbe;
- La fórmula {\displaystyle d={\frac {\lambda }{2n\sin \alpha }}} con la que Abbe describió la Resolución de los microscopios. En ella {\displaystyle \lambda } es la longitud de onda de la luz, n el índice de refracción del medio entre la muestra y el objetivo (puede ser aire, pero también otro fluido) y {\displaystyle \alpha } la semiabertura del objetivo (descubierto hacia 1870, publicado en 1873);
- La Teoría de los Límites de la Resolución (publicada en 1873);
- La Lección sobre la Formación de Imágenes en el Microscopio considerando la Difracción de la Luz (Conferencia 1887/88);
- La Investigación sobre la Posición y el Tamaño de las Aberturas.

Avances decisivos en la técnica del microscopio fueron, aparte de la mejora de los “viejos” objetivos, la creación del “Sistema de Inmersión Homogénea“ (1878) y la mejora de la definición de la imagen mediante la “lente apocromática“ (1886) desarrollada según cálculos de Abbe, que pudieron materializarse gracias a los nuevos vidrios ópticos de Schott. De entre los muchos nuevos aparatos ópticos que se le atribuyen se puede mencionar el condensador de Abbe (aparato de iluminación para microscopios, 1869) y el Refractómetro de Abbe (desde 1869).

## Labor sociopolítica de Abbe y creación de la Fundación Carl Zeiss
Ser copropietario de la empresa Carl Zeiss no hizo a Abbe solamente rico. Mejoró al mismo tiempo su visión sobre la desigualdad entre patronos y trabajadores que dominaba en la época, y que él había conocido particularmente bien en su juventud. Tras la muerte de Carl Zeiss, veinticuatro años mayor que él (el 3 de diciembre de 1888) tomó cuerpo la idea de crear una fundación, para lo cual se desarrollaron numerosas negociaciones con el Ministerio de Estado de Weimar y la ciudad de Jena. El estatuto de la Fundación Carl Zeiss lleva la fecha del 9 de mayo de 1889. La fundación (como persona jurídica) sería ante todo (aunque con limitaciones) la única heredera de Ernst Abbe en caso de muerte. En diciembre de 1889 Abbe pudo conseguir que el hijo del fundador de la empresa (Roderich Zeiss) se retirara de la dirección del negocio y permaneciese solo como socio inactivo. Los días 17 y 18 de mayo de 1891 se consiguió el paso final. Después de pagarle una indemnización a Roderich Zeiss, todas las acciones de la empresa Carl Zeiss y las participaciones que Abbe y Zeiss tenían en la empresa Schott y Asocs. pasaron a la fundación. Se le encargó a Abbe la dirección, junto con el Dr. Siegfried Czapski y el Dr. Otto Schott.
La regulación final de los estatutos de la fundación y su difusión para la plantilla solo llegaron el 26 de agosto de 1896.
La implicación social y política de Abbe en sus últimos años activos de vida (1894–1903) fue considerable. Ha dejado como resultado los escritos sociopolíticos que pueden encontrarse en sus obras completas. Las medidas y propuestas iniciadas por él se basaban en un meticuloso análisis de las condiciones reales de la época, como la introducción de la jornada de trabajo de ocho horas en la empresa Carl Zeiss o la legalidad de la supresión del derecho de asociación en el Gran Ducado de Weimar – aunque Abbe era miembro del Partido Popular Librepensador, apoyaba a los socialdemócratas.
En 1890 fundó con políticos amigos el periódico "Jenaer Volksblatt" (Hoja Popular de Jena). Con él se quería romper el monopolio del conservador "Jenaischen Zeitung" (Diario de Jena) y dar información sobre todas las corrientes políticas. El periódico fue editado por Bernhard Vopelius hasta 1941 con el subtítulo “Fundado por el Profesor Ernst Abbe“.
El 24 de septiembre de 1903 supo la plantilla que Abbe se retiraba de la dirección. A principios de octubre esta le honró de manera poco acostumbrada, formando una procesión de antorchas por las calles de Jena. Sobre ello informó el Berliner Tageblatt el 3 de octubre de 1903 en su edición vespertina y citaba al final lo que se cantaba: “Wie könnt' ich Dein vergessen“ (Cómo podría olvidarte). Tras la retirada de Abbe de la dirección de la empresa su estado de salud empeoró visiblemente. Murió el 14 de enero de 1905 en Jena, cuya población tomó parte masivamente en sus funerales. El Berliner Tageblatt del 18 de enero de 1905 (edición matutina) le dedicó una extensa necrológica en primera página. En la sesión conmemorativa de la Sociedad Física Alemana, el 3 de marzo de 1905, Siegfried Czapski, durante muchos años su colaborador y siguiente jefe de la fundación, dijo entre otras cosas: “Este hombre, que políticamente parecía un radical, un opositor del gobierno, era uno de los patriotas más entusiastas de los que Alemania puede enorgullecerse, porque sin duda no era un patriota de grandes discursos, sino un patriota de hechos...“ – Siguió después: «Una de las aportaciones principales de Ernst Abbe estuvo en las siguientes consideraciones: “la expansión progresiva de la industria y por tanto de las personas empleadas en ella es irresistible– así que es buen momento para preocuparnos por que esas personas sigan siendo, o pasen a ser, miembros completos de la burguesía, y no se hundan en el ilotismo, en la semiesclavitud”.». Abbe fue enterrado en el Cementerio del Norte en Jena. La lápida modernista está decorada con un medallón con su retrato, esculpido por Adolf von Hildebrand.
La dedicación de la fundación a la plantilla de la empresa consiguió una paz social, que en los sociopolíticamente agitados años del Segundo Imperio Alemán era absolutamente única. Por supuesto, el conocimiento exacto sobre la fundación en la época anterior a la Primera Guerra Mundial se limitaba a Jena y círculos profesionales limitados, mientras que los productos ópticos de la empresa Carl Zeiss batían récords mundiales. El estatuto de la fundación fue cambiado varias veces. Últimamente, en 2004, se ha publicado un estatuto totalmente reformado (ver Fundación Carl Zeiss)

## Premios, distinciones

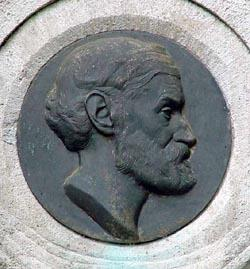
Ernst Abbe: relieve en su tumba

- El profundo efecto de Abbe en los campos de la construcción de aparatos y óptica ha llevado a que su nombre se utilice en diversos conceptos relacionados con ellos. Quizás el más conocido es el Número de Abbe. Pero también están la Invariante de Abbe, la Relación de Senos de Abbe, el Refractómetro de Abbe, el Principio del Comparador de Abbe o el Método de Abbe.
- En su honor llevan su nombre: un edificio en Jena para formación en física y matemáticas, el Abbeanum; una plaza, una calle y un estadio de fútbol en Jena; y calles en muchas otras ciudades alemanas. Hay Gimnasios Ernst Abbe en Jena, Eisenach, Oberkochen y Berlín-Neukölln. El colegio Ernst Abbe (colegio para ciegos) en Zuffenhausen fue nombrado así en 1991. En la Universidad Técnica de Ilmenau existe desde algún tiempo el Centro Ernst Abbe para la Investigación y la Transferencia Tecnológica, un edificio de investigación y enseñanza, en el que se encuentran entre otras instalaciones el salón de actos de la universidad y el Instituto para las Tecnologías Digitales en los Medios.
- En el año 1970, se decidió en su honor llamar «Abbe» a un cráter lunar de impacto situado en el hemisferio sur de la cara oculta de la Luna.
- El asteroide (5224) Abbe lleva este nombre en su memoria.[1]
- La obra de Abbe puede verse en el Museo Óptico de Jena en Jena. En la plaza Carl Zeiss de la misma ciudad está el Monumento a Ernst Abbe.
- Abbe apareció en 1956 en una emisión especial de sellos de los correos de la RDA. En 1968 se puso su nombre a un sello de correos de la RFA.
- En 1992 se creó la Fundación Ernst Abbe, que concentra las partes no industriales de la antigua Fundación Carl Zeiss.

## Obra escrita
Ninguna obra de Abbe se ha traducido al castellano. Los originales alemanes son:
- Ernst Abbe Gesammelte Abhandlungen.
- vol. 1: Abhandlungen über die Theorie des Mikroskops. Verlag G. Fischer, Jena 1904
- vol. 2: Wissenschaftliche Abhandlungen aus verschiedenen Gebieten. Patentschriften. Gedächtnisreden. Verlag G. Fischer, Jena 1906
- vol. 3: Vorträge, Reden und Schriften sozialpolitischen und verwandten Inhalts Verlag G. Fischer, Jena 1906
- vol. 4: Arbeiten zum Glaswerk zwischen 1882 und 1885. Verlag G. Fischer, Jena 1928
- "Der Briefwechsel zwischen Otto Schott und Ernst Abbe über das optische Glas, 1879 – 1881", (Bearbeitet von Herbert Kühnert), Veröffentlichungen der Thüringischen Historischen Kommission, Band 2, Jena 1946
- Volker Wahl und Joachim Wittig (eds.): Ernst Abbe. Briefe an seine Jugend- und Studienfreunde Carl Martin und Harald Schütz, 1858 – 1865. Berlín 1986

## Películas
Made in Germany: Ein Leben für Zeiss, película alemana de 1957